# Berckholtz

Wappen derer von Berckholtz

Wappen derer von Berkholz

Berckholtz ist der Name eines aus Rostock stammenden, später baltischen, dann badischen und schließlich sächsischen Geschlechts.
Die Familie ist nicht stammverwandt mit dem um 1820 erloschenen, vormals bei der livländischen Ritterschaft immatrikulierten Geschlecht von Bergholz.

## Geschichte

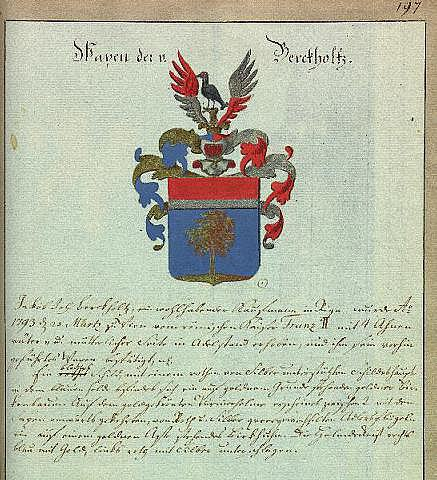
Wappen derer von Berckholtz aus der Sammlung Brotze

Die Familie teilt sich in zwei Linien mit unterschiedlichen Wappen.
Wobei die erste Linie Berckholtz mit Jacob Johann Berckholtz (1750–1812), rigischer Kaufmann und Ältester der großen Gilde ebd. am 25. März 1793 in Wien in den Reichsadelsstand erhoben wurde. Erster nachweisbarer Namensträger war Georg Berckholtz († 1696 in Ruhental, Kurland). Diese Linie ist erloschen. Auf Elisabeth von Berckholtz (1814–1892) ist mit Diplom vom 6. Mai 1887 als Offensandt v. Berckholtz der badischen Adelstand gekommen.
Aus der zweite Linie Berkholz erhielt der Bürgermeister von Riga und kaiserlich russische wirkliche Staatsrat, Arend Berckholtz 1876 den russischen erblichen Adelsstand unter dem Namen, der am 11. Januar 1877 in das Adelsgeschlechtsbuch des Gouvernements Livland eingetragen wurde. Diese Linie wurde in Sachsen 1927 immatrikuliert und besteht gegenwärtig fort.

## Wappen
- Das Wappen derer von Berkholtz zeigt unter einem roten, von Silber unterstützten Schildhaupt in Blau auf goldenem Grund eine goldene Birke. Auf dem Helm mit rechts blau-goldenen, links rot-silbernen Decken zwischen von Rot und Silber übereck geteilten offenen Flug ein schwarzer Birkhahn auf goldenem Ast.
- Das Wappen derer von Berkholz zeigt in Gold auf grünem Boden eine natürliche Birke. Auf dem Helm mit grün-goldenen Decken zwischen offenem goldenen Flug ein natürlicher Birkhahn auf goldenem Ast.

## Personen
- Gabriel Leonhard von Berckholtz, 1781–1863, russischer Kaufmann, Erbauer des Schlosses im badischen Ortenberg.
- Alexandra von Berckholtz, 1821–1899, deutsche Malerin, Tochter des vorigen